# Metoda Marchiego
Metoda Marchiego – metoda barwienia stosowana w neurohistologii, uwidaczniająca produkty degeneracji Wallera przeciętych włókien nerwowych. W metodzie tej stosuje się kwas osmowy. Metoda Marchiego była pierwszą z metod uwidaczniających degenerujące włókna nerwowe – później wprowadzono metody Nauty-Gygaxa i Finka-Heimera.
Metodę opisał Vittorio Marchi.